# Storneset
Storneset est une localité du comté de Troms, en Norvège.

## Géographie
Administrativement, Storneset fait partie de la kommune de Balsfjord.